# Mainadera
Una mainadera és una persona, generalment una dona, que treballa tenint cura d'un o més infants. Entre les seves responsabilitats està la de cuidar dels infants, entretenir-los i preparar-los els aliments. Poden viure dins o fora de la casa de la família, en funció de les seves circumstàncies i les dels seus ocupadors. A diferència d'una "cangur", generalment una mainadera està a càrrec de la mainada de manera habitual i durant tota la jornada o una part.
Històricament, les mainaderes eren treballadores de famílies riques o nobles, que disposaven dels mitjans econòmics per tenir empleats. En l'època moderna i donada la situació de les famílies treballadores, encara avui en famílies de classe mitjana es contracten persones per encarregar-se de la cura de la mainada.
El treball de mainadera ha estat el tema principal d'un nombre considerable de pel·lícules i sèries de televisió, com per exemple, la pel·lícula musical Mary Poppins o la pel·lícula còmica Diari d'una mainadera.